# Birte Kjems
Birte Kjems (* 9. April 1949) ist eine ehemalige dänische Fußballspielerin.
Kjems, die auf der Torwartposition agierte, debütierte am 27. Juli 1974 in der erstmals ausgetragenen Nordischen Meisterschaft 1974 gegen die Auswahl Schwedens. Kjems wurde für die dänische Auswahl sechsmal einberufen. Auf Vereinsebene spielte sie für den früheren erfolgreichen dänischen Frauenmeister Ribe BK.
Bereits 1971 hatte sie mit einer dänischen Auswahl an der 2., von der FIEFF ausgerichteten und somit inoffiziellen Frauen-Weltmeisterschaft 1971 in Mexiko teilgenommen und bei diesem Turnier nach einem 3:0-Endspielsieg über die Gastgeberinnen – alle drei Treffer erzielte die erst 15-jährige Susanne Augustesen – den Titel gewonnen. Dieses Finale fand im Aztekenstadion vor annähernd 110.000 Zuschauern, der bis in das 21. Jahrhundert höchsten Zuschauerzahl bei einem Frauenfußballspiel, statt, während Birte Kjems wie ihre Mitspielerinnen normalerweise „zuhause vor 50 oder 100, wenn es hoch kam, auch mal vor 300 Besuchern“ spielte.